# L'Oiseau d'Amérique
L'Oiseau d'Amérique (titre original : Mockingbird) est un roman d'anticipation dystopique de Walter Tevis paru en 1980. Le livre a été nommé pour le prix Locus du meilleur roman et le prix Nebula du meilleur roman 1981.
Le thème n'est pas sans rappeler Candide de Voltaire ou Le Meilleur des mondes de Aldous Huxley.

## Résumé
Aux alentours de l'an 2467, longtemps après une grande catastrophe, l'humanité tout entière s'est résolue à ne plus rien faire car les robots font tout : des tâches les plus intellectuelles (gestion des naissances, respect des lois, gestion des pays, réponse à tous les besoins des humains) aux tâches les plus manuelles. Les principales occupations des hommes et des femmes sont de faire l'amour, fumer des joints et prendre des tranquillisants fournis en masse par le gouvernement pendant que les robots s'occupent du reste.
Malheureusement, le monde est vieillissant – les robots tombant en panne et personne n'étant là pour les réparer hormis certains robots, eux aussi en panne depuis longtemps – triste et monotone – plusieurs choses ayant été bannies : les livres, les films, les sentiments, les avocats, etc.
L'histoire est la rencontre de trois êtres que tout oppose : un professeur de l’université de New York, Paul Bentley, – personnage très candide ignorant tout de la vie et des humains qui tombe par hasard sur de vieux documents vidéo et de vieux livres (tous bannis), vestiges d'une humanité révolue mais ô combien vivante et intéressante – Mary Lou, jeune rebelle résistant par tous les moyens au système et Robert Spofforth, un robot de classe 9, la plus haute – très intelligent, ayant accès à LA connaissance, même celle du passé, mais qui rêve désespérément de se suicider, ce qui lui est impossible car interdit par ses constructeurs.
Ce robot est-il le dernier espoir de l'humanité ou sa dernière malédiction ?